# شبکه تبارزایی
شبکه تبارزایی یا شبکه فیلوژنتیک نموداری است که برای نشان دادن ارتباط فرگشتی (به صورت آشکار یا ناآشکار) بین دنباله نوکلئوتیدها، ژن‌ها، کروموزوم‌ها، ژنوم‌ها، یا گونه‌ها استفاده می‌شود. شبکه تبارزایی زمانی مورد استفاده قرار می‌گیرد که شبکه‌ای از رخدادها مانند انتقال عمومی ژن، جفت‌گیری، تکثیر ژن و انقراض مورد بحث باشد. شبکه تبارزایی یک مدل کاملاً متفاوت با درخت تبارزایی هستند. به این معنی که ندهای هیبرید (ند با دو والد) به جای ندهای درختی (ند با یک والد) اضافه شده‌اند.
درخت‌های تبارزایی یک زیرمجموعه از شبکه‌های تبارزایی هستند. شبکه‌های تبارزایی را می‌توان با نرم‌افزارهایی مانند SplitsTree به تصویر کشید. شکل استاندارد برای نمایش شبکه‌های تبارزایی استفاده از مدل Newick format است، که شبکه‌ها را به خوبی درختان پشتیبانی می‌کند.
چندین نوع و زیرمجموعه از شبکه‌های تبارزایی بر پایه پدیده‌های زیستی نمایش داده می‌شوند، یا تاریخ آن‌ها ساخته می‌شود (مانند شبکه‌های هیبریدی معمولاً با استفاده از ریشه درخت ریشه‌دار ساخته می‌شوند، شبکه‌های جفت‌گیری از روی دنباله باینری، شبکه‌های میانه از روی یک مجموعه از splitها و …)

## خردفرگشت
با استفاده از درختان فیلوژنتیک نمی‌توان پدیده‌های مربوط به خردفرگشت را نشان داد. برای مثال توزیع جغرافیایی جمعیت موش آبی یا ماهی از یک گونه خاص در میان شبکه رودخانه‌ها، زیرا یک گونه مرزی وجود ندارد که از انتقال ژن جلوگیری کند.
برای دیدن شبکه‌های تبارزایی عمومی و کاربرد آنها، این مرجع را مشاهده کنید.

## شبکه‌های ریشه‌دار و شبکه‌های بدون ریشه
دو نوع شبکه تبارزایی وجود دارد:

شبکه‌های تبارزایی بدون ریشه: نمودار بدون جهتی می‌باشد که معمولاً برگ‌های آن را با آرایه‌ها برچسب‌گذاری می‌کنند. روش‌های پرکاربرد بسیاری برای یافتن و ترسیم این نوع شبکه‌ها وجود دارد مانند Split و Quasi-median.
شبکه‌های تبارزایی ریشه‌دار: یک گراف جهت‌دار غیرمدور و ریشه‌داری است که معمولاً برگ‌های آن را با آرایه‌ها برچسب‌گذاری می‌کنند.

## نرم‌افزار برای محاسبه شبکه تبارزایی
- Network, Free Phylogenetic Network Software. Network generates evolutionary trees and networks from genetic, linguistic, and other data.
- Phylogeny programs, some of which compute phylogenetic networks
- List of programs for phylogenetic network reconstruction, evaluation, visualization, etc.
- SplitsTree
- Dendroscope
- Network inferring on the T-REX server
- TCS, Phylogenetic networks from DNA sequences or nucleotide distances using statistical parsimony.
- NetTest, Characterization of phylogenetic networks.

## لینک به خارج
- A tutorial that reviews the terminology used for phylogenetic networks and covers both split networks and reticulate networks, their definition and interpretation.